# Oruda
Koordinati:   44°33′12″N, 14°34′42″E
Oruda je nenaseljen otoček v Kvarnerskem zalivu. Otoček leži okoli 7 km severovzhodno od Lošinja in ravno toliko oddaljen od Punte Križe na otoku Cresu. Površina otočka meri 0,406 km², Dolžina obale je 3,02 km, njegov najvišji vrh je visok 14 mnm.